# Ferdinand Marcos
Ferdinand Emmanuel Edralín Marcos (Sarrat, 11 september 1917 – Honolulu, 28 september 1989) was van 1965 tot 1986 de tiende en langst regerende president van de Filipijnen. Na het afkondigen van de staat van beleg tijdens zijn tweede termijn in 1972 regeerde Marcos het land op dictatoriale wijze totdat een volksopstand, na de bekendmaking van de zeer controversiële verkiezingsuitslag in 1986, hem dwong af te treden en te vluchten naar Hawaï. Hij werd opgevolgd door zijn voornaamste rivale bij de verkiezingen, Corazon Aquino.

## Vroege levensloop en carrière
Ferdinand Marcos werd geboren in Sarrat in de provincie Ilocos Norte op 11 september 1917. Zijn vader Mariano Marcos was politicus en werd in 1924 en 1928 gekozen als lid van het Filipijnse Huis van Afgevaardigden namens het 2e kiesdistrict van Ilocos Norte. Zijn moeder Josefa Edralin was lerares. Na de lagere en middelbare school in Sarrat en Manilla te hebben doorlopen begon de 17-jarige Marcos in 1934 aan een studie rechten aan de University of the Philippines.

### Moord op Julio Nalundasan
Nadat vader Marcos in 1932 de verkiezingen verloren had deed hij in 1935 opnieuw mee aan de verkiezingen voor het Filipijnse Congres. De verkiezingen van 1935 gingen echter opnieuw verloren. De aanhangers van zijn opponent Julio Nalundasan vierden diens overwinning middels een feestelijke optocht langs het huis van de familie Marcos met een doodskist met de naam van Mariano Marcos erop. Kort daarop werd Julio Nalundasan in de nacht van 20 september in zijn eigen huis vermoord door een pistoolschot van buitenaf. De moord bleef lang onopgelost tot Ferdinand tegen het einde van zijn studie in 1939, samen met zijn oom Pio Marcos, werd opgepakt en aangeklaagd. Marcos, die tijdens de rechtszaak geslaagd was voor het toelatingsexamen (barexam) van de Filipijnse balie met de hoogste score van alle deelnemers, voerde zijn eigen verdediging. Hoewel hij daarbij behoorlijk wat indruk maakte, achtte de rechtbank in Manilla de schuld van de Marcossen bewezen en veroordeelde hen in november 1939 voor de moord. Een jaar later in 1940 werden zij echter in hoger beroep door het Filipijnse hooggerechtshof vrijgesproken. De rechter die Marcos vrijsprak was Jose Laurel, die later tijdens de bezetting door de Japanners zou worden aangesteld als president van de Filipijnen. De combinatie van de vrijspraak en de toppositie bij het toelatingsexamen zorgde ervoor dat Marcos voor het eerst in zijn leven de voorpagina's van de nationale kranten haalde.

### Tweede Wereldoorlog

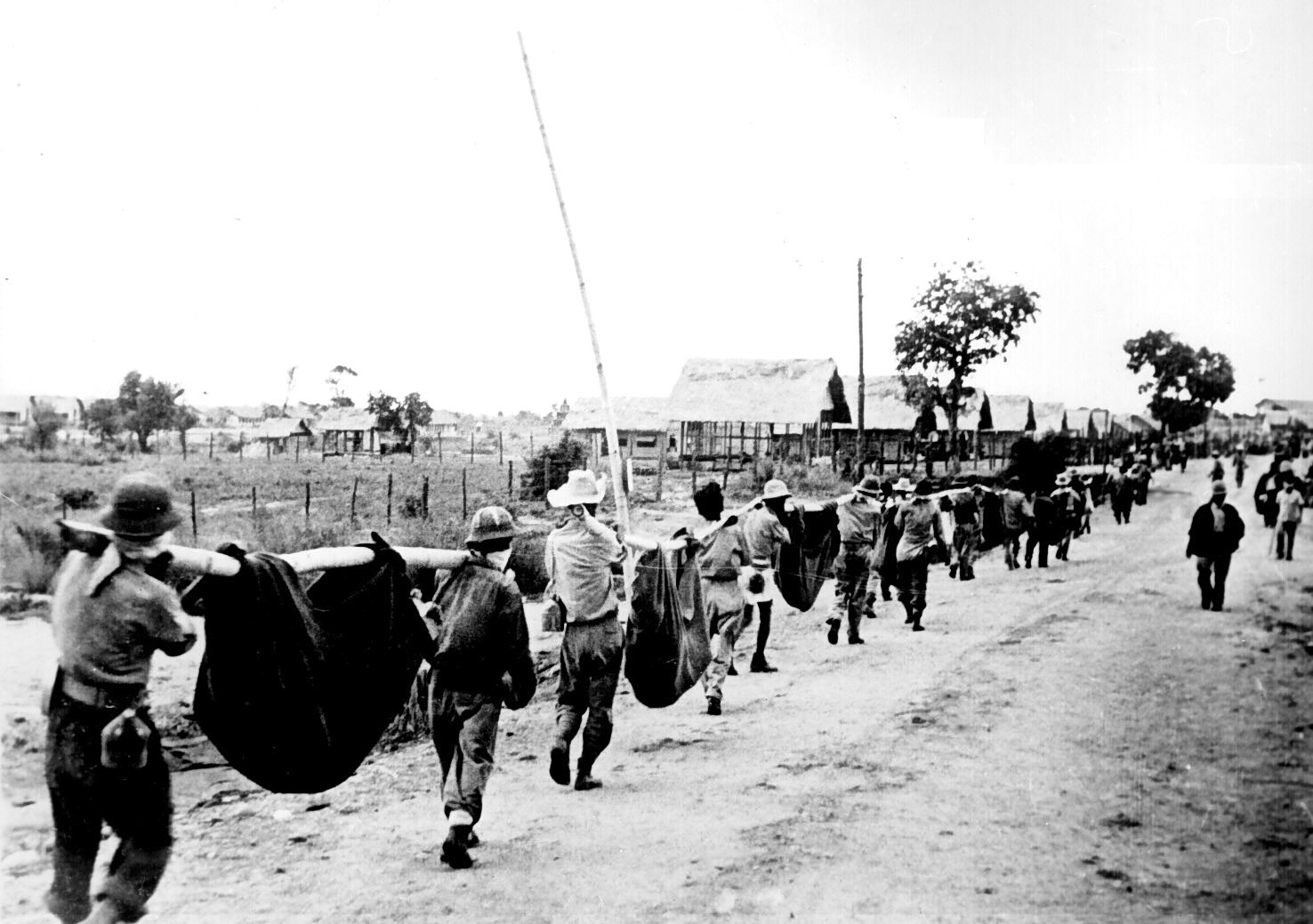
Amerikaanse soldaten dragen gewonde en overleden collega's die bezweken tijdens de dodenmars van Bataan

Over de rol van Ferdinand Marcos tijdens de Tweede Wereldoorlog bestaat veel onduidelijkheid. In veel vroege bronnen, waaronder de campagnebiografie van Marcos, uitgebracht tijdens de presidentsverkiezingen van 1965, wordt hij afgeschilderd als een oorlogsheld die 32 tot 34 medailles won, diverse malen gewond raakte en tijdens de oorlog promoveerde van derde luitenant tot luitenant-kolonel. Pas tegen het einde van de jaren 80 zou duidelijk worden dat Marcos de verhalen wat had aangedikt en dat het maar zeer de vraag is of Marcos de heldendaden waarvoor hij de medailles gekregen had ook daadwerkelijk had verricht. De precieze waarheid zal altijd wat onduidelijk blijven. Een feit is dat Marcos bij het begin van de oorlog als derde luitenant in het Filipijnse leger diende tijdens de Slag om Bataan. Na drie maanden moesten de ongeveer 70.000 Amerikanen en Filipino's onder leiding van Edward P. King zich echter overgeven en werden ze onder zware omstandigheden gedwongen om de 100 km naar het krijgsgevangenenkamp Camp O'Donnell te lopen. Deze mars werd later bekend als de dodenmars van Bataan. Ongeveer 10.000 mannen kwamen onderweg om, maar Marcos overleefde de tocht en werd op 4 augustus 1942 vrijgelaten. Na zijn vrijlating zou Marcos een guerrillagroep genaamd Maharlika hebben geleid. De verzetsgroep zou onder andere twee of drie Japanse oorlogsschepen hebben opgeblazen in de haven van Manilla. Er zijn echter geen bewijzen dat deze guerrillagroep bestaan heeft en dat Marcos de commandant van de groep was. De twijfels over zijn oorlogsverleden kwamen pas tegen het einde van zijn politieke carrière. Zijn status als oorlogsheld maakte hem bij veel Filipino's populair en tijdens zijn presidentschap zou dit gegeven indruk maken op de belangrijkste Filipijnse bondgenoot en voormalig kolonisator, de Verenigde Staten.

## Voortvarende politieke carrière

### Afgevaardigde van Ilocos Norte
Na de oorlog werd Ferdinand Marcos in 1946 lid van de Liberal Party en diende als technisch assistent voor de oprichter van die partij en de toenmalige president Manuel Roxas van 1946 tot 1947. Bij de verkiezingen van 1949 won Marcos zijn eerste termijn als lid van het Filipijns Huis van Afgevaardigden namens het eerste kiesdistrict van Ilocos Norte. Tijdens deze eerste termijn als afgevaardigde initieerde Marcos onder andere de Import Control Law. Deze wet bepaalde dat alle aanvragen voor een importvergunning eerst goedgekeurd dienden te worden door de Import Control Board van de Centrale Bank van de Filipijnen. Er zijn bronnen die beweren dat leden van deze Import Control Board veel geld verdienden door alleen snel een vergunning af te geven als tien procent van het te betalen bedrag als smeergeld werd betaald. Marcos, die tot voorzitter van dit orgaan was benoemd, zou op deze manier een fortuin vergaard hebben.

### Imelda
In 1954, tijdens zijn tweede termijn als afgevaardigde, ontmoette Marcos Imelda Romualdez. Imelda was van de provincie Leyte, waar ze was opgegroeid, naar Manilla getrokken om daar naam te maken. Hoewel de familie Romualdez een goede naam had, was Imelda van de arme tak van de familie en behoorde op dat moment dus zeker niet tot de elite van de hoofdstad. Ze hoopte in Manilla een partner te vinden, met wie ze wel tot de high society van het land zou gaan behoren. Imelda had enige tijd daarvoor het nieuws gehaald door op een controversiële manier de Missverkiezing van Manilla te winnen. Hoewel een andere kandidaat meer stemmen kreeg, werd ze door Arsenio Lacson, de burgemeester van de stad, alsnog tot winnares uitgeroepen nadat ze persoonlijk bij hem langs was gegaan om haar beklag te doen. Door dit feit was ze ook bij Marcos opgevallen en toen hij haar zag op de tribune van het Filipijns Congres, liet hij zich aan haar voorstellen in de cafetaria van het gebouw. Na een zeer korte verkeringstijd van slechts 11 dagen trouwde het stel in het bijzijn van een rechter in La Trinidad. Twee weken later vond de kerkelijke inzegening in Manilla plaats met daarbij aanwezig onder anderen president Diosdado Macapagal.

### Senator
Na drie termijnen in het Huis van Afgevaardigden stelde Marcos zich in 1959 kandidaat voor een zetel in de Filipijnse Senaat. Samen met zijn vrouw Imelda reisde hij stad en land af om campagne te voeren. Imelda zong daarbij veelal populaire liefdesliedjes voor het toegestroomde publiek. Marcos behaalde bij de verkiezingen de meeste stemmen van alle kandidaten en werd daarmee een van de twee gekozen senatoren namens de Liberal Party. Tevens werd Marcos gekozen tot oppositieleider (minority leader) van de Senaat. In de aanloop naar de verkiezingen van 1961 werd druk gespeculeerd wie het namens de Liberal Party zou gaan opnemen tegen de zittende president Carlos Garcia. De belangrijkste kandidaten waren Marcos en vicepresident Diosdado Macapagal. Algemeen werd aangenomen dat de uiteindelijk kandidaat van de Liberal Party een goede kans zou hebben om te winnen van Garcia. Kort voor de partijconventie besloot Marcos zich echter terug te trekken ten faveure van Macapagal. Het zou later duidelijk worden dat hij en Macapagal een deal hadden gesloten. Marcos zou zich terugtrekken en Macapagal beloofde zich na 1 termijn terug te trekken en zijn steun te verlenen aan de kandidatuur van Marcos bij de verkiezingen van 1965.
In 1963 werd Marcos gekozen als voorzitter van de Senaat. Ten tijde van zijn campagne voor de verkiezingen van voorzitter van de Senaat kreeg Marcos te maken met een schandaal. Zijn naam werd genoemd in een affaire waarbij politici en andere invloedrijke mensen door de machtige Amerikaanse zakenman Harry Stonehill zouden zijn omgekocht voor gunsten. In tegenstelling tot de meeste andere betrokkenen ontkende Marcos schuld. Hij zou het geld dat hij had ontvangen hebben teruggegeven en als bewijs kon hij een bonnetje overleggen. Hoewel onderzoekers beweerden te kunnen aantonen dat het bewijs was vervalst werd de zaak al snel in de doofpot gestopt.

### Presidentsverkiezingen 1965

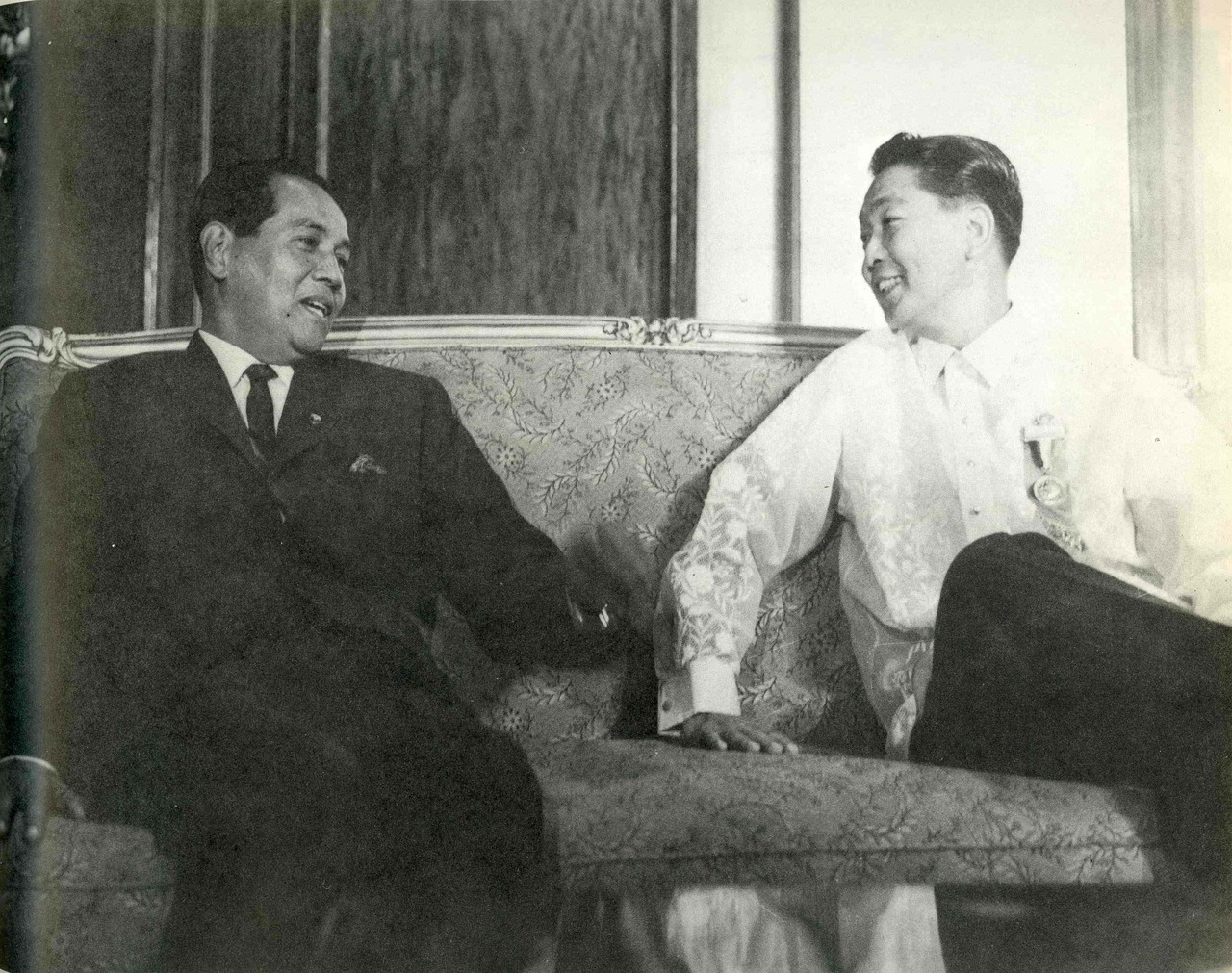
Marcos (rechts) en president Macapagal in Malacañang in afwachting van de inauguratie van Marcos als president.

Nadat zittende president Diosdado Macapagal in de aanloop naar de verkiezingen van 1965 besloot om zich verkiesbaar te stellen voor een tweede termijn besloot Marcos over te stappen van de Liberal Party naar de Nationalista Party. Een dergelijke overstap naar een andere partij is in de Filipijnse politiek zeker niet ongebruikelijk. De partijen verschillen onderling niet veel in hun ideologie en worden vooral gebruikt als hulpmiddel om een verkiezing te kunnen winnen. Presidentskandidaten die Marcos voor waren gegaan waren Manuel Roxas toen hij het opnam tegen Sergio Osmeña en Ramon Magsaysay in zijn strijd tegen Elpidio Quirino. Marcos wist de interne verkiezingen binnen de Nacionalista Party te winnen en ging de presidentsverkiezingen in met Fernando Lopez als running mate. Deze zeer strategische verbinding met de machtige Lopez-familie zou hem veel stemmen opleveren. Ferdinand Marcos, met zijn oorlogsverleden en zijn zingende schoonheidskoningin Imelda, sprak de kiezers bovendien meer aan dan zijn tegenstander, Diosdado Macapagal en zijn vrouw Eva. Marcos zou de verkiezingen van 1965 uiteindelijk met ongeveer zevenhonderdduizend stemmen verschil winnen.

## Presidentschap

### Eerste termijn (1965-1969)

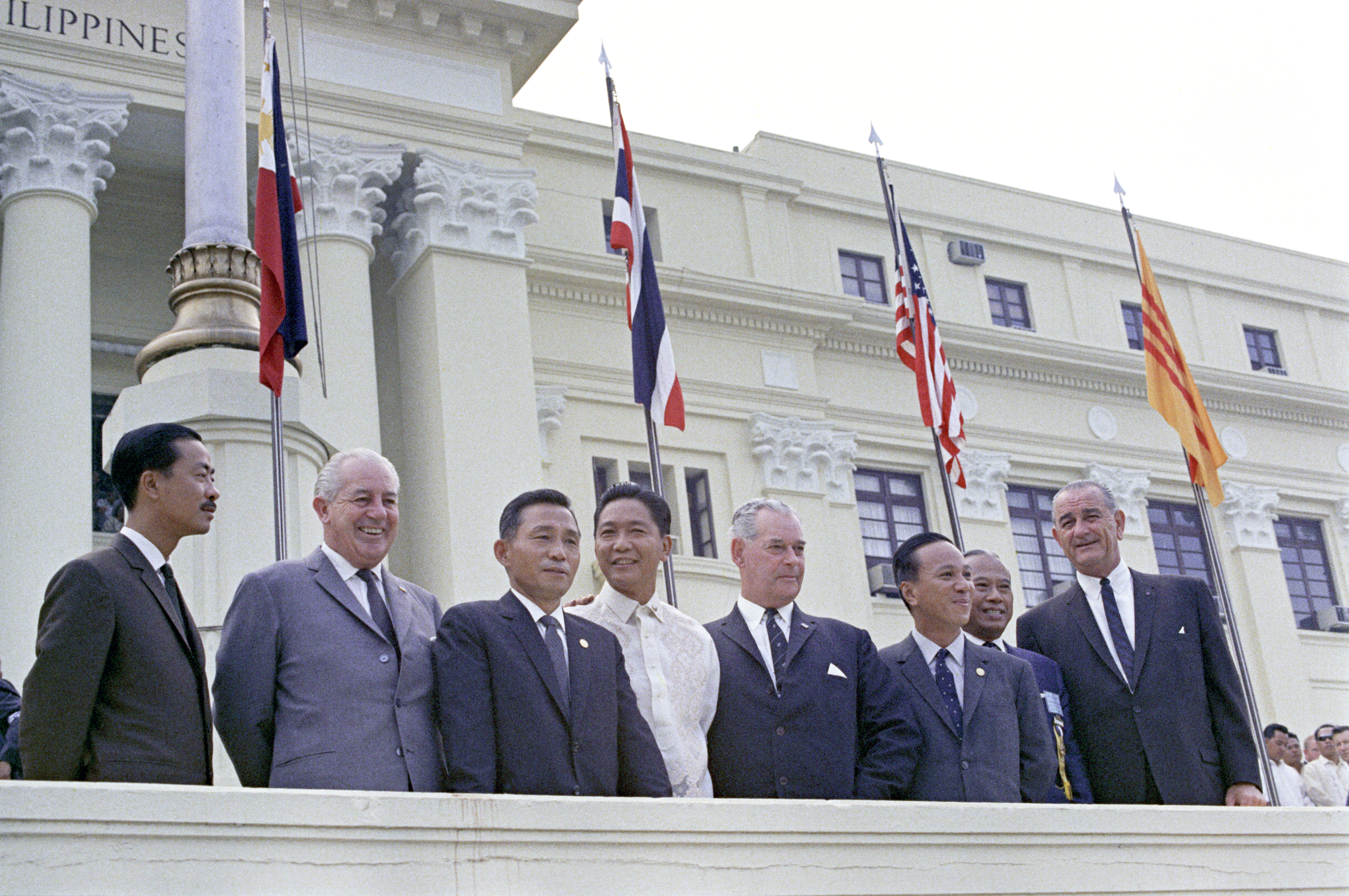
De leiders van de SEATO landen voor het gebouw van het Filipijnse Congres in Manilla op 24 oktober 1966.

Zoals veel van zijn voorgangers beloofde Marcos bij zijn aantreden dat de problemen van het land zouden worden aangepakt en het beleid zou gaan veranderen. In zijn eerste “State of the Nation Address” (SONA) onthulde Marcos zijn plannen voor economische ontwikkeling en de aanpak van de overheidscorruptie. Marcos wilde daarvoor de infrastructuur aanpakken en had daarbij plannen voor de constructie van duizenden kilometers wegen en bruggen. Verder voorzagen zijn plannen in een nieuwe elektriciteitsvoorziening van 1 miljoen kilowatt en watervoorzieningen voor acht regio’s en 38 plaatsen. Daarnaast wilde hij de rechterlijke macht vernieuwen en het gevecht aangaan met smokkel, criminaliteit en corruptie binnen de overheid.
Om zijn plannen te verwezenlijken moest Marcos de financiële positie van het land stabiliseren. Hij probeerde dit te bereiken door het verhogen van de belastingen. Daarnaast leende hij grote bedragen bij internationale instituten. Met de middelen die hierdoor vrij kwamen werden grote infrastructurele werken, scholen en gezondheidscentra gebouwd. Zo werd in zijn eerste termijn bijvoorbeeld, met hulp van de genie van het Filipijnse leger, de North Diversion Road (de tegenwoordige North Luzon Expressway) aangelegd.

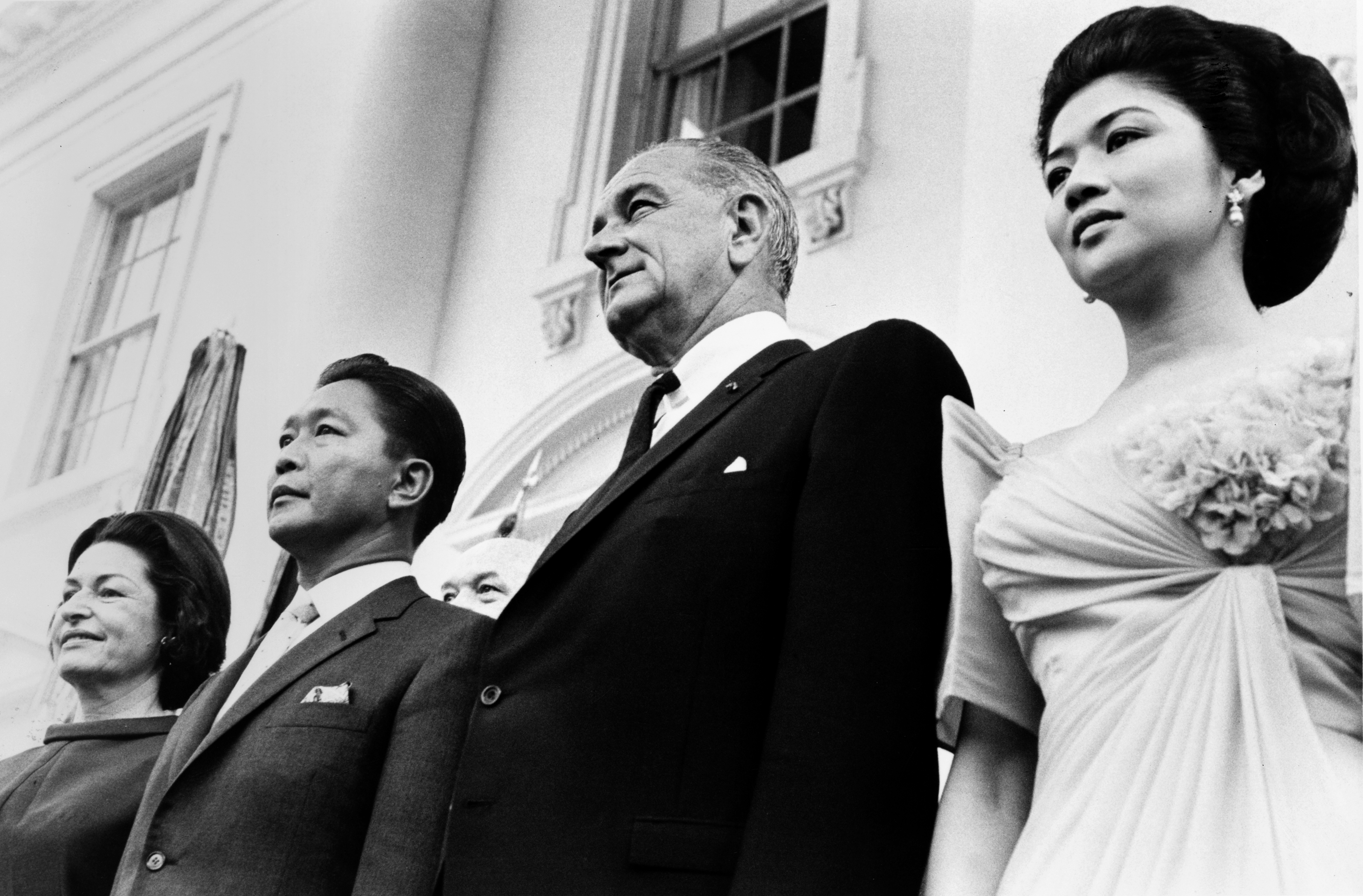
Ferdinand en Imelda Marcos met Lyndon Johnson en Lady Bird op 12 september 1966.

Marcos investeerde daarnaast ook in het verbeteren van de landbouwproductie. Het doel hierbij was om onder andere de import van grote hoeveelheden rijst overbodig te maken. Al deze binnenlandse investeringen vielen over het algemeen in goede aarde, zowel bij de Filipijnse elite als bij het volk. Een probleem dat Marcos echter grotendeels liet liggen was de noodzakelijke landbouwhervorming. Een groot deel van het land was in handen van een beperkt aantal Filipijnse families. Het rigoureus aanpakken van deze situatie zou zeker tot weerstand hebben geleid bij de invloedrijke leden van deze families en tot het verlies van belangrijke bondgenoten.
In de buitenlandse politiek stelde Marcos zich op als een trouwe bondgenoot van de Verenigde Staten. Zo stuurde de Filipijnen in 1966 2000 soldaten naar Vietnam ter ondersteuning van de Amerikaanse troepen in de Vietnamoorlog. De Amerikanen zagen Marcos bovendien als een president bij wie de aanzienlijke Amerikaanse belangen in de Filipijnen in goede handen was. Ook regionaal probeerde Marcos om de banden aan te halen. Zo waren de Filipijnen een van de landen die in 1967 de ASEAN oprichtten met de bedoeling om de positie van de Zuidoost-Aziatische landen en hun samenwerking te verbeteren.

### Tweede termijn (1969-1972)
In 1969 werd president Marcos als eerste Filipijnse president in de geschiedenis herkozen. Hoewel een deel van zijn herverkiezing te danken was aan de forse investeringen die gedaan waren in zijn eerste termijn, was ook bij de verkiezingen van 1969, net als bij veel voorgaande verkiezingen in het land, sprake geweest van intimidatie en verkiezingsfraude. Vooral in de thuisprovincie van zijn tegenstander Sergio Osmeña jr. had Marcos veel stemmen gekocht. De herverkiezing had alles bij elkaar zo'n 50 miljoen US$ gekost en het meeste daarvan was Filipijns overheidsgeld. Dit feit gecombineerd met de toch al grote economische problemen stortte het land in een economische crisis.

#### First Quarter Storm
In zijn tweede termijn werd Marcos met grote problemen geconfronteerd. Er was sprake van een economische crisis als gevolg van interne en externe factoren. Opstandige studenten eisten hervormingen in het onderwijssysteem, de criminaliteit nam toe en ook de communistische beweging werd weer groter. De onrust in de samenleving uitte zich direct na zijn herverkiezing. Het eerste kwartaal van 1970 werd beheerst door marsen en demonstraties. Deze periode die later wel de First Quarter Storm werd genoemd eindigde gewelddadig. De politie trad hard op met traangas en andere wapens. De demonstranten reageerden met molotovcocktails en handgemaakte bommetjes.

#### Dovie Beams
In 1970 kreeg Marcos ook te maken met een heel ander soort probleem. Begin november maakte de Amerikaanse actrice Dovie Beams bekend een affaire te hebben gehad met Marcos. Beams had Marcos leren kennen nadat ze was ingehuurd om mee te werken aan de film Maharlika die was bedoeld om Marcos' imago als oorlogsheld te bevestigen. Als bewijs van de affaire liet ze op de door haar belegde persconferentie een geluidsopname horen van haar en Marcos in bed. Volgens Beams liet ze het fragment horen om te voorkomen dat Marcos haar zou laten vermoorden. Het nieuws zou de Filipijnse pers lang blijven beheersen. Volgens sommigen zou Marcos zelfs de staat van beleg eerder hebben uitgeroepen om de pers maar tot zwijgen te kunnen brengen. Weer anderen zagen een duidelijke verandering in het gedrag van Imelda. Marcos zou haar niet meer onder controle hebben gehad en ze kon langzamerhand haar machtsbasis vergroten.

#### Bezoek van paus Paulus VI

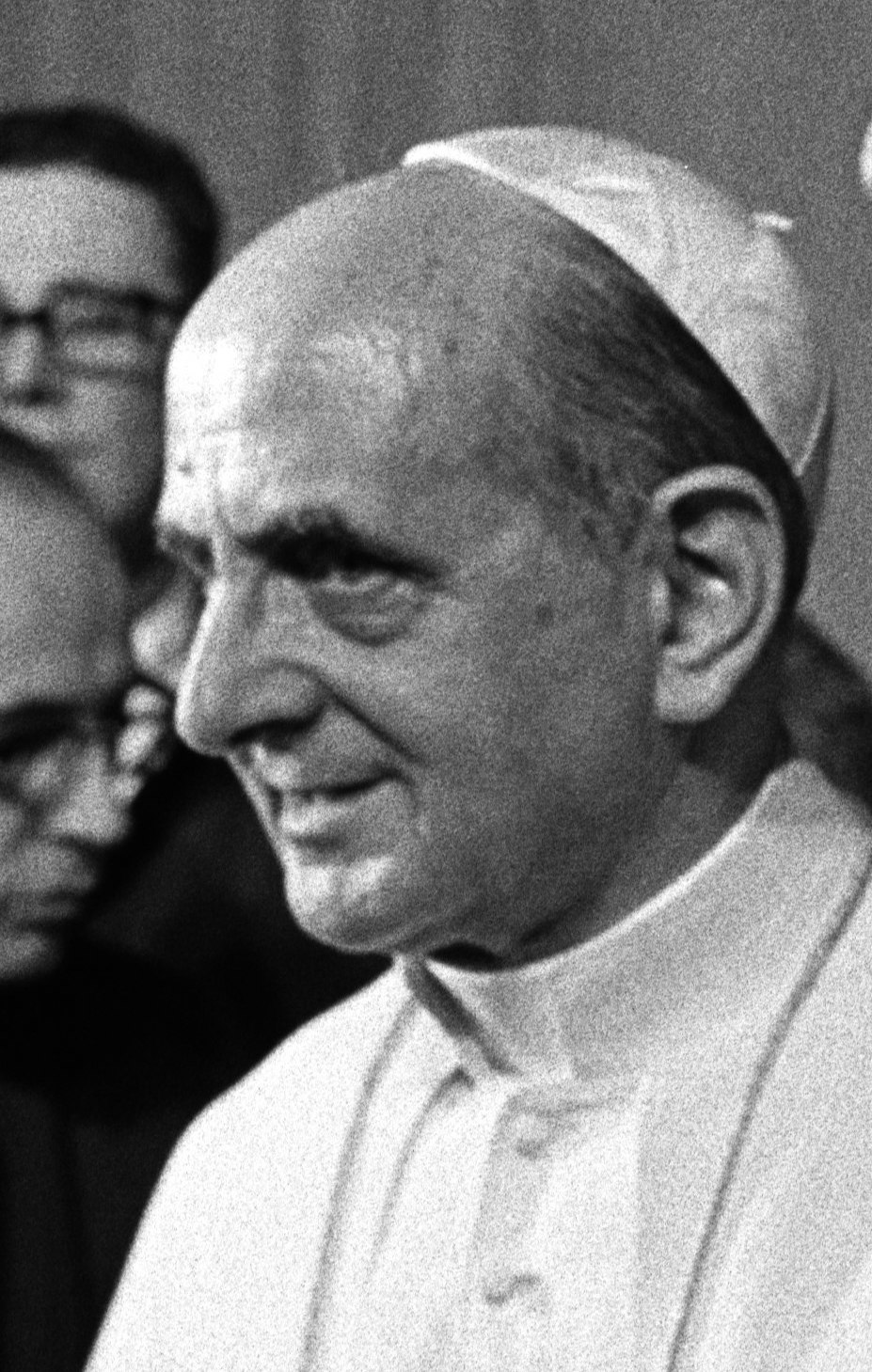
Paulus VI

Een volgende gelegenheid waarbij de sociale onrust weer naar boven kwam was het bezoek van paus Paulus VI in november 1970. De paus zou hebben laten weten niet gelukkig te zijn met de Filipijnse overheid en de kerkelijke leiding die met Marcos meewerkte. Hij weigerde te overnachten in de paleizen van zowel Marcos als kardinaal Rufino Santos. Ook wilde hij geen toespraak houden in het Filipijns Congres en vroeg hij om een bezoek aan de sloppenwijken van Manilla. De dag voor het bezoek maakte Marcos bekend dat er een moordaanslag verijdeld was en dat daarbij acht extremistische studenten waren opgepakt. Direct na aankomst op het vliegveld van Manilla op 27 november ging het echter toch mis. De Boliviaan Mendoza viel de paus aan met een mes. De paus bleef ongedeerd en Mendoza verklaarde aandacht te hebben willen vragen voor de misstanden in de Filipijnen en kwam ervan af met een lichte straf. De paus vervolgde zijn bezoek volgens schema. Hij droeg onder andere een mis op in de Kathedraal van Manilla. Tijdens de mis waren er demonstraties tegen de corruptie in het land. Bovendien eisten de demonstranten het aftreden van aartsbisschop Santos. De paus bezocht op de laatste dag van zijn bezoek de arme wijk Tondo en sprak ook daar de bevolking toe. Marcos greep het bezoek van de paus aan om op de laatste dag 20.000 gevangenen amnestie te verlenen.

#### Bomaanslag op Plaza Miranda
In de aanloop naar de verkiezingen van 1971 vond op 21 augustus een campagnebijeenkomst plaats van de belangrijkste oppositiepartij de Liberal Party. Op het Plaza Miranda zouden de senaatskandidaten van de partij zich 's avonds presenteren. Op het moment dat de 4000 toehoorders zich hadden verzameld om naar de speeches van de politici te luisteren werden er twee handgranaten naar het podium gegooid. Bij de bomaanslag op Plaza Miranda kwamen 9 mensen om het leven en vielen ruim 100 gewonden. Onder de ernstig gewonden waren ook enkele politici. Zo raakte Jovito Salonga doof aan een oor en verloor Ramon Bagatsing een been bij de aanslag. De liberalen beschuldigden Marcos van betrokkenheid bij de aanslag. Marcos op zijn beurt verkondigde dat de communisten erachter zaten en kondigde maatregelen aan. Zo schortte hij de habeas corpus-wet op. Dit hield in dat mensen aangehouden konden worden zonder arrestatiebevel of aantoonbaar bewijs.

#### Verkiezingen van 1971
De zeer gewelddadige verkiezing van 1971 werd verrassend gewonnen door de oppositie. Zo won de Liberal Party bij de senaatsverkiezingen zes van de acht zetels. De overige twee zetels waren voor de partij van Marcos. Het was daarmee de eerste keer sinds 1951 dat een oppositiepartij meer zetels bij een senaatsverkiezing won dan de partij van de zittende president. De verkiezingsuitslagen gaven de oppositie goede hoop voor de presidentsverkiezingen die in 1973 gehouden zouden worden wanneer Marcos bovendien, als gevolg van een maximum van twee termijnen, niet herkiesbaar zou zijn.

#### Con-Con
Een goede mogelijkheid voor Marcos om toch aan de macht te blijven deed zich voor toen de afgevaardigden van de Constitutional Convention (of afgekort Con-Con) bijeenkwamen voor een vernieuwing van de Filipijnse grondwet uit 1935. In 1967 was bij wet bepaald dat de grondwet van 1935 aan vernieuwing toe was. Drie jaar later, in 1970, werden door verkiezingen de afgevaardigden voor de conventie gekozen. In juni 1971 kwamen de afgevaardigden voor het eerst bijeen. Marcos wilde aansturen op een parlementair systeem, waarbij hij gekozen zou kunnen worden voor een nieuwe periode als machtigste man van het land. De oppositiepartijen wilden dit daarentegen voorkomen. Door middel van het omkopen en intimideren van afgevaardigden slaagde Marcos erin om te voorkomen dat de conventie deze bepaling aannam. Zijn voorkeur voor de invoering van een parlementair systeem, waardoor hij als minister-president aan de macht zou kunnen blijven, werd door de leden van de constitutionele conventie echter niet gedeeld.

### Staat van beleg (1972-1981)
Op 21 september 1972 plaatste Marcos de Filipijnen onder een staat van beleg. De directe aanleiding daarvoor was een vermeende aanslag op minister van defensie Juan Ponce Enrile. Volgens Marcos was de aanslag gepleegd door de communisten, maar Enrile zou later, na de val van Marcos, toegeven dat de aanslag in scène was gezet. Marcos claimde dat het instellen van de staat van beleg hem beter in staat stelde om de sterker wordende communisten het hoofd te bieden. Tevens wilde hij de toenemende criminaliteit en vele privélegertjes aanpakken en riep hij op om een "New Society" (nieuwe samenleving) te creëren.

#### Eerste maatregelen en de reacties
Er werden in totaal ongeveer 30.000 tegenstanders, journalisten, studenten en activisten opgepakt en in staat van beschuldiging gesteld. Onder hen was ook senator en oppositieleider Benigno Aquino jr.. Veel krantenuitgevers werden gesloten en de media kwam onder strenge censuur te staan. Het Filipijns Congres werd opgeheven. Weerstand in de Filipijnen zelf tegen het uitroepen van de staat van beleg bleef door de genomen maatregelen uit.
Ook vanuit het buitenland bleven negatieve reacties uit. De Verenigde Staten zagen in Marcos een president die de grote Amerikaanse belangen in het land het best zou vertegenwoordigen en bleven hem steunen. Op de korte termijn bleek dit ook goed uit te pakken. Zo gebruikte Marcos zijn nieuw verkregen macht om enkele recente uitspraken van het Filipijns hooggerechtshof, die voor de VS negatief zouden uitpakken, terug te draaien.

#### Positief begin
De drastische maatregelen die genomen werden om de gewapende bendes en criminaliteit aan te pakken hadden vrij snel na de invoering van de staat van beleg een positief effect. Politiecommandant generaal Fidel Ramos maakte op 18 november bekend dat de wekelijks gepleegde criminaliteit met 45% was gedaald. Door de positieve effecten versoepelde Marcos enkele van de genomen maatregelen. Zo mocht in deze periode een aantal kranten weer onder censuur verschijnen en werden enkele gevangenen weer vrijgelaten.
In die tijd werden de Filipijnen door de toegenomen mogelijkheden voor de boeren om te lenen en de invoering van nieuwe rijstsoorten die zorgen voor een grotere productie voor het eerst weer zelfvoorzienend in rijstproductie. Dit werd ook wel de "green revolution" (de groene revolutie) genoemd.

#### Een nieuwe grondwet
Ondanks het uitroepen van de staat van beleg zou de termijn van Marcos nog steeds op 30 december 1973 aflopen als de grondwet niet aangepast zou worden. Doordat de meest uitgesproken tegenstanders van Marcos in de gevangenis zaten en de overige leden van de Constitutional Convention beïnvloed werden door omkoping en het dreigement dat alleen voorstemmers in een nieuw te vormen parlement zouden kunnen plaatsnemen werd uiteindelijk op 29 november 1972 een nieuwe grondwet aangenomen. Volgens deze nieuwe grondwet zouden de Filipijnen een parlementair systeem krijgen. Enkele zogenaamde Transitory Provisions (overgangsbepalingen) verleenden de huidige president (Marcos) in feite het recht om zelf te bepalen tot wanneer hij aan wilde blijven. De laatste stap die nodig was om de nieuwe grondwet te bekrachtigen was een goedkeuring van de bevolking door middel van een volksraadpleging. Dit gebeurde uiteindelijk door zogenaamde citizen assemblies te organiseren, waarbij mensen in barangays door het hele land heen door middel van handopsteken een aantal vragen dienden te beantwoorden. Van een eerlijke volksraadpleging was echter totaal geen sprake geweest. De regering claimde dat 95% voorgestemd had en verklaarde op 17 januari 1973 de nieuwe grondwet officieel.

#### Oorlog met de MNLF
Hoewel het gewapende verzet tegen de regering van Marcos in grote delen van het land minimaal was na het uitroepen van de staat van beleg, was dit in het zuiden van de Filipijnen geheel anders. Binnen enkele maanden ontstond er een grootschalige oorlog tussen de regeringstroepen en de strijders van de ‘’Moro National Liberation Front’’ (MNLF). Dit conflict dat in 1973 begon zou uiteindelijk vier jaar lang duren. In totaal kwamen daarbij 13.000 mensen om het leven en sloegen ongeveer 1 miljoen mensen op de vlucht. De oorlog had een grote impact op de economie. Op het hoogtepunt gaf Marcos 1 miljoen Amerikaanse dollar uit in de strijd tegen de MNLF. Uiteindelijk zouden interne problemen de oorlog doen kantelen. Gebrek aan gevechtservaring leidde tot enkele grote verliezen. Dit droeg weer bij aan de verdeeldheid binnen de MNLF, waarna groepen zich afsplitsten en de beweging uiteindelijk voornamelijk een beweging van de Tauruc zou worden. In 1977 was er sprake van een staakt-het-vuren. Na bemiddeling door enkele Arabische landen waaronder Libië, was eind 1976 het zogenaamde Tripoli-akkoord gesloten. Conform het akkoord werd door Marcos op 25 maart 1977 een autonome regio in het zuiden van de Filipijnen gecreëerd. Dit besluit werd echter in een referendum later dat jaar door de bevolking niet goedgekeurd en de situatie bleef bij het oude. De onrust bleef, maar de oorlog zou voorlopig voorbij zijn.

#### Machtsmisbruik en corruptie

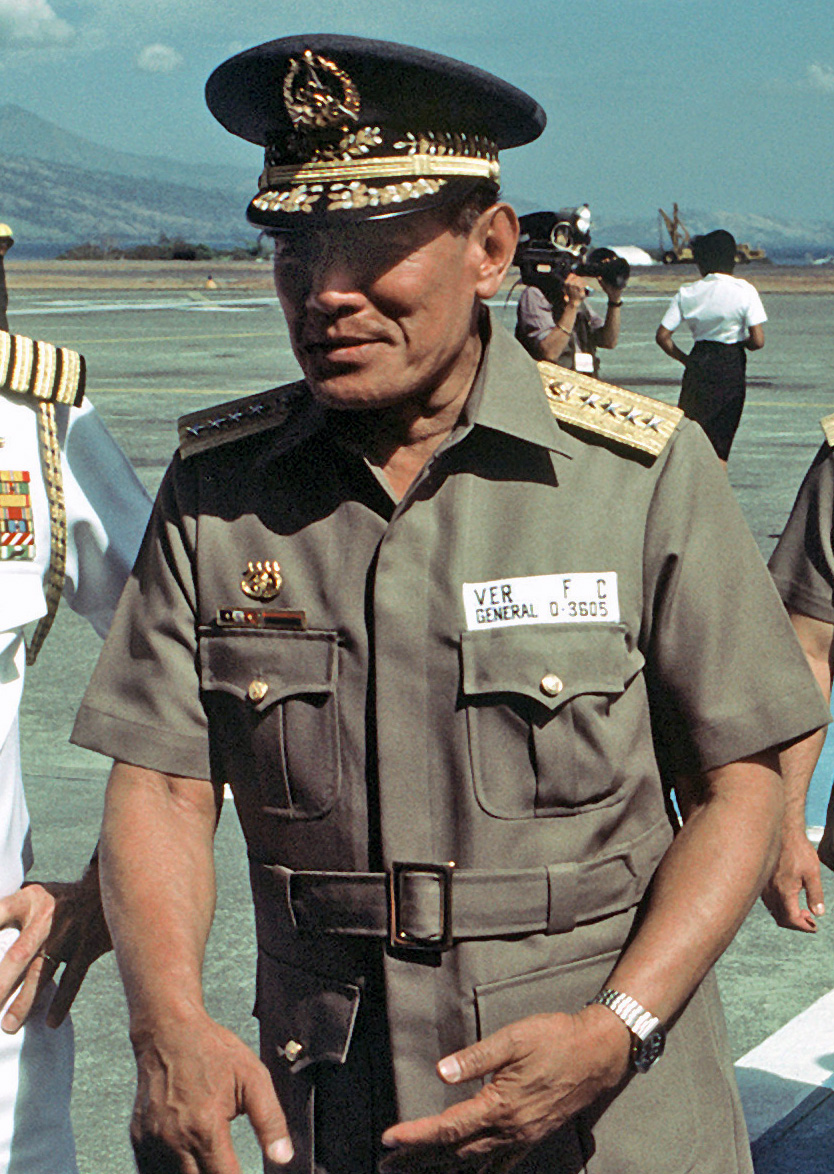
Fabian Ver, een van de vertrouwelingen en een provinciegenoot van Marcos

Na het uitroepen van de staat van beleg nam de corruptie en machtsmisbruik door de Marcos en zijn clan groteske vormen aan. Met hulp van haar echtgenoot werd ook Imelda Marcos steeds macht toebedeeld. Ze werd gouverneur van Metro Manilla en minister van “human settlements”. Op de hoge posities in het leger van de Filipijnen werden steeds meer Marcos-loyalisten benoemd. Een voorbeeld was Marcos' vertrouweling Fabian Ver, die steeds belangrijker posities kreeg toebedeeld. Uiteindelijk zou hij benoemd worden als commandant van de Filipijnse strijdkrachten.
In diverse industrietakken werden monopolies ingesteld, waarna vertrouwelingen van Marcos deze monopolieposities werden toebedeeld. Voorbeelden waren: kokosnootproductie (Eduardo Cojuangco jr. en Juan Ponce Enrile), tabakproductie (Lucio Tan), banaanproductie (Antonio Floirendo) en de suikerproductie (Roberto Benedicto). De Marcos en Romualdez families werden in de loop der tijd direct of indirect eigenaar van bijna alle grote bedrijven in de Filipijnen, zoals de Philippine Long Distance Telephone Company (PLDT), Philippine Airlines (PAL), Meralco, Fortune Tobacco, the San Miguel Corporation, diverse krantenuitgevers, radio en TV zenders en diverse banken.

#### Vrijlating Aquino
De Verenigde Staten bleven ondertussen militaire en economische steun verlenen aan hun voormalige kolonie en kozen ervoor om zich grotendeels afzijdig te houden van de Filipijnse politieke situatie. Druk uitgeoefend door de VS speelde wel een rol bij de vrijlating van Benigno Aquino jr. in mei 1980. Hij mocht na acht jaar gevangenschap samen met zijn familie naar de VS vertrekken om zich daar te laten behandelen voor hartproblemen.

#### Oppositie door terreur
Vrij snel na de drievoudige bypass die hij moest ondergaan was Aquino alweer bezig met de situatie in de Filipijnen. Hij steunde samen met andere Filipijnse bannelingen in de VS plannen van de April 6th Liberation Movement (A6LM) om door middel van het plaatsen van bommen het regime van Marcos te ondermijnen. Aquino dacht de acties van A6LM te kunnen gaan gebruiken als onderhandelingsmiddel om de staat van beleg opgeheven te krijgen en ervoor te zorgen dat er vrije presidentsverkiezingen zouden volgen. Begin augustus 1980 werd Marcos door Aquino gewaarschuwd in een toespraak dat er weleens aanslagen zouden kunnen gaan volgen als hij zijn beleid niet zou wijzigen. Drie weken later volgde de eerste reeks bomaanslagen, gevolgd door aanslagen in september en begin oktober, waarbij ook een dode viel. Aquino probeerde te onderhandelen, maar Marcos weigerde dit. Een volgende aanslag op een conventie voor Amerikaanse toeristenvertegenwoordigers had meer impact. De toeristensector was in de loop van de jaren zeventig fors gegroeid en genereerde veel geld. Hoewel Marcos ongedeerd bleef en er ook geen andere slachtoffers vielen, kreeg de aanslag veel aandacht in de nationale en internationale pers.
Op 17 januari 1981 werd de staat van beleg door president Marcos opgeheven. Of daarbij een relatie was met de aanslag in oktober was niet duidelijk. Aan de feitelijke situatie veranderde het opheffen van de staat van beleg echter niet veel. De oppositie op Mindanao beweerde dat de maatregel slechts was genomen ten behoeve van het komende bezoek van paus Johannes Paulus II.

### Presidentsverkiezingen 1981 en een nieuwe termijn
Enkele maanden na het opheffen van de staat van beleg werden er voor het eerst sinds twaalf jaar weer presidentiële verkiezingen gehouden. Marcos had er echter wel voor gezorgd dat de belangrijkste oppositiekandidaat, Benigno Aquino, in geen geval mee zou kunnen doen door het verhogen van de minimumleeftijd voor een presidentskandidaat naar 50 jaar (Aquino was toen 48). De oppositiepartijen UNIDO en Laban besloten uiteindelijk de verkiezingen van 1981 te boycotten, omdat er geen eerlijke strijd verwacht werd. Zoals verwacht won Marcos met overmacht van de andere kandidaten Alejo Santos en Bartolome Cabangbang.

#### Verslechterende gezondheid
Gedurende deze periode verslechterde de gezondheid van Marcos, die leed aan de ziekte Lupus erythematodes. Hij was soms enkele weken achtereen afwezig als gevolg van de behandelingen die hij moest ondergaan. Zijn vrouw Imelda trad in die periode steeds vaker op als vervanger van Ferdinand. Op militair gebied werden belangrijke beslissingen door Fabian Ver, de belangrijkste vertrouweling van Marcos, steeds vaker uitgesteld tot Marcos weer beschikbaar was. Er was Marcos en zijn getrouwen veel aan gelegen om de slechte gezondheid van de president zo veel mogelijk geheim te houden. Een aan het paleis verbonden arts die onthulde dat Marcos een niertransplantatie had ondergaan werd korte tijd later dood gevonden. De slechte gezondheid van de president en het feit dat Imelda steeds vaker als het gezicht van de regering optrad, deed tegenstanders van het bewind vrezen dat Imelda Marcos samen met Fabian Ver haar man zou gaan opvolgen indien Marcos zou komen te overlijden.

#### Verslechterende economie

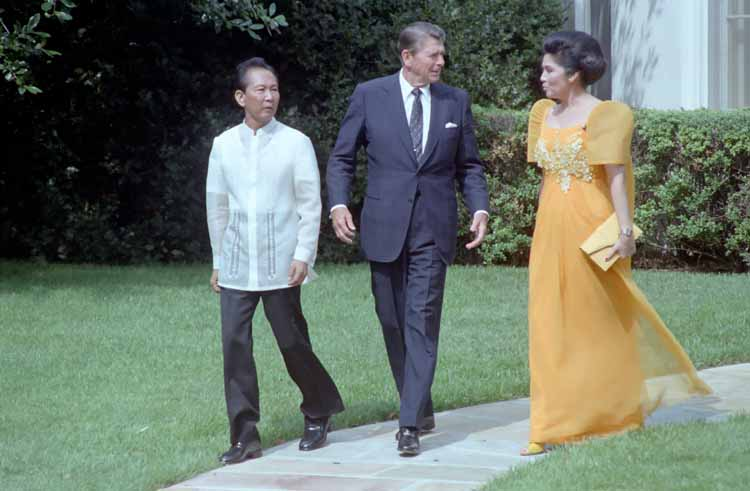
Ferdinand en Imelda Marcos met Ronald Reagan tijdens hun staatsbezoek in 1982.

Ook de economie van de Filipijnen verslechterde in deze periode dramatisch. In 1982 werden zelfs de economische definities die de centrale bank van de Filipijnen gebruikte aangepast om ervoor te zorgen dat de ratio schuld versus nationaal inkomen niet boven de door de Wereldbank gesteld limiet van 20% uitkwam. Door kortlopende leningen niet op te nemen in de cijfers, kon de regering onbeperkt kortlopende leningen afsluiten zonder daarmee boven de limiet uit te komen. Marcos besefte dat er snel maatregelen nodig waren en gebruikte een staatsbezoek aan de nieuwe Amerikaanse president Ronald Reagan om, met een groot deel van zijn kabinet, zakenmensen uit dat land over te halen om in de Filipijnen te investeren. Deze en andere genomen maatregelen konden er echter niet voor zorgen dat de economie steeds verder instortte.

#### Moord op Benigno Aquino
Na drie jaar in ballingschap, besloot oppositieleider Benigno Aquino in 1983 terug te keren naar de Filipijnen. De reden dat hij op dat moment wilde terugkeren, ondanks de enorme risico’s die hij zou lopen bij een terugkeer om vermoord te worden, had te maken met de slechte gezondheidstoestand van Marcos. Marcos had aangekondigd zich in augustus drie weken terug te trekken om een boek te gaan schrijven. Aquino had echter het vermoeden dat dit met zijn slechte gezondheidstoestand te maken had. Naar later bleek had Marcos op 7 augustus een niertransplantatie ondergaan en gebruikte hij de drie weken om daarvan te herstellen. Aquino vreesde bovendien dat Imelda de macht zou grijpen na het overlijden van haar man. In de Filipijnen wilde hij zijn politieke machtsbasis vergroten om zo invloed uit te kunnen oefenen op de komende gebeurtenissen. Hij vloog via diverse tussenstops, om het risico te minimaliseren, naar Manilla. Het laatste stuk van zijn reis, op 21 augustus 1983, zat hij in het vliegtuig met diverse buitenlandse journalisten en droeg hij een kogelvrij vest als voorzorgsmaatregel. Het mocht echter niet baten, want kort na het afdalen van de vliegtuigtrap werd hij door een van de militairen, die hem stonden op te wachten om verder te begeleiden, van achteren door zijn nek geschoten. De moord veroorzaakte veel commotie in de Filipijnen. In de maanden na zijn dood waren er veel demonstraties. De begrafenisstoet werd door 2 miljoen mensen bijgewoond. Veel mensen vermoedden dat Marcos zelf, of anders Imelda de opdracht tot de moord gegeven had.
President Marcos stelde ondertussen naar aanleiding van de moord een waarheidscommissie samen onder leiding van opperrechter Enrique Fernando. Korte tijd later werd echter, onder grote publieke druk, een nieuwe onafhankelijke commissie ingesteld onder leiding van voormalig rechter van het Hof van Beroep, Corazon Agrava. Marcos gaf echter, voor de commissie haar werk begon, al aan dat de communisten verantwoordelijk waren geweest voor de aanslag. Na een jaar onderzoek kwam de commissie-Agrava uiteindelijk echter tot de conclusie dat diverse militairen van de Filipijnse krijgsmacht betrokken waren geweest bij de aanslag. Onder de beschuldigden bevonden zich enkele kolonels en generaals. De meest prominente beklaagde was de commandant van de Filipijnse strijdkrachten en vertrouweling van Marcos, Fabian Ver. Hierop werden de 25 militairen samen met 1 burger in staat van beschuldiging gesteld en Fabian Ver werd door Marcos ontheven uit zijn functie. Op 2 december 1985 zouden de 25 militairen echter door de Sandiganbayan worden vrijgesproken en werd Ver weer benoemd in zijn oude functie.

#### Afzettingsprocedure tegen Marcos
Op 13 augustus 1985 tekenden 56 parlementsleden een resolutie om te komen tot een afzettingsprocedure van de president. Marcos werd beschuldigd van corruptie, ernstige schending van de grondwet, schending van de door hem afgelegde eed en enkele andere misdaden.
In de resolutie werd verwezen naar de nieuwsrapportage van San José Mercury News, die kort daarvoor bericht had over de miljoeneninvesteringen van de Marcossen in onroerend goed in de Verenigde Staten en elders. Imelda en Ferdinand Marcos zouden de onroerende goederen via een netwerk van allerlei tussenpersonen met overheidsgeld verkregen hebben. Op de lijst van onroerende zaken stonden onder andere de Crown Building in New York, Lindenmere Estate, enkele appartementen in New Jersey en New York, een winkelcentrum in New York, villa’s in Londen, Rome en Honolulu, het Helen Knudsen Estate in Hawaï en drie gebouwen met appartementen in San Francisco.
De volgende dag werd de afzettingsprocedure door de Commissie voor Recht, Mensenrechten en Behoorlijk Bestuur echter afgewezen wegens onvoldoende grond en bewijs.

### Presidentsverkiezingen 1986 en de EDSA-revolutie
Op 23 november 1985 kondigde Marcos volledig onverwacht vroegtijdige presidentsverkiezingen aan voor februari 1986. Oorspronkelijk stonden de verkiezingen een jaar later gepland en het naar voren halen van de verkiezingen zou zijn gebeurd onder druk van de Amerikanen naar aanleiding van de toenemende rapporten over misstanden onder Marcos. Hoewel senator Salvador Laurel aanvankelijk werd gezien als de kandidaat van de oppositie, werd na een intensieve lobby, Corazon Aquino, de weduwe van de vermoorde Benigno Aquino, overgehaald om het op te nemen tegen Marcos. Salvador Laurel nam na bemiddeling door kardinaal Jaime Sin genoegen met een kandidatuur voor het vicepresidentschap.
De verkiezingen op 7 februari 1986 werden ontsierd door geweld en berichten van fraude. Volgens COMELEC, de officiële instantie verantwoordelijk voor de verkiezingen in de Filipijnen, werden de verkiezingen met 10.807.197 tegen 9.291.761 stemmen gewonnen door Marcos. De National Movement for Free Elections (NAMFREL) kwam echter tot een andere conclusie. Deze instantie riep Aquino met 7.835.070 stemmen tegen 7.053.068 stemmen, tot winnaar uit. De Filipijnse bisschoppenconferentie veroordeelde daarop namens de invloedrijke Katholieke Kerk de uitslag van de verkiezingen en ook de Amerikaanse Senaat nam een resolutie aan met een dergelijke verklaring. Zowel Marcos als Aquino riep zichzelf tot winnaar van de verkiezingen uit.
Op 22 februari verklaarden minister van defensie Juan Ponce Enrile en luitenant-generaal Fidel Ramos dat ze de zittende president niet langer konden steunen nadat hij volgens hen de verkiezingen had gestolen. Samen met enkele honderden soldaten barricadeerden ze zich in twee tegenover elkaar liggende militaire bolwerken langs de rondweg van Manilla, de EDSA. Marcos probeerde daarop het tij te keren door de opstandelingen gevangen te laten nemen. Hierop riep kardinaal Sin op Radio Veritas burgers op, om de opstandelingen te komen helpen. Enkele honderdduizenden mensen gaven gehoor aan de oproep en wierpen zich op als menselijk schild voor de omsingelde troepen van Ramos en Enrile. In een paar dagen tijd groeide de mensenmassa aan tot naar schatting 1 tot 2 miljoen mensen. Marcos durfde het met het oog op de aanwezige burgers niet aan om de aanval op de opstandelingen in te laten zetten en steeds meer legereenheden sloten zich aan bij de opstandelingen. In de ochtend van 25 februari werd Corazon Aquino in een eenvoudige inauguratieceremonie ingezworen als de nieuwe president van de Filipijnen. Niet veel later hield ook Ferdinand Marcos een dergelijke ceremonie. Aan het eind van die dag moest Marcos echter onder druk van de grote mensenmassa's, later ook wel aangeduid als de EDSA-revolutie of de "People Power Revolution", het groeiende aantal overlopers binnen het leger en de diplomatieke druk van de Verenigde Staten besluiten om samen met zijn gezin Malacañang Palace te ontvluchtten. Ze werden door twee Amerikaanse helikopters naar Clark Air Base gevlogen, waarvandaan ze de volgende ochtend met een militair transportvliegtuig naar Guam gevlogen werden. Later kon de familie Marcos zich vestigen op Hawaï.

## Ballingschap in Hawaï en zijn overlijden
Marcos zou vanuit Hawaï nog diverse malen aangeven de rechtmatige president van de Filipijnen te zijn en stond zelfs eenmaal op het punt om terug te keren met een speciaal gecharterd vliegtuig. Hij zou zijn vaderland echter niet meer terugzien en overleed, na ruim 3 jaar ballingschap, op 28 september 1989 op 72-jarige leeftijd in het St. Francis Medical Center te Honolulu aan een hartstilstand. 10 maanden voor zijn overlijden was hij in dit ziekenhuis opgenomen vanwege hart-, long- en nierfalen. De eerste tijd na zijn overlijden werd zijn lichaam in een mausoleum in de Byodo-In Temple op het eiland Oahu bewaard, omdat president Corazon Aquino het Imelda Marcos niet toestond om het lichaam van haar man naar de Filipijnen over te laten brengen. Vier jaar na zijn dood kreeg Imelda, van Aquino’s opvolger Fidel Ramos, wel toestemming om het lichaam over te vliegen onder de voorwaarden dat het lichaam geen tussenstop in Manilla zou maken en dat het lichaam direct na aankomst begraven zou worden met de eer van een voormalig Filipijns majoor. Het lichaam van Marcos werd echter niet begraven, maar bevond zich sinds 7 september 1992 in een voor publiek opengesteld mausoleum naast het Marcos Museum, waar het is bijgezet in een glazen gekoelde kist. Imelda wilde haar man eigenlijk begraven op het Libingan ng Mga Bayani (de Filipijnse begraafplaats voor nationale helden). Dit voornemen stuitte echter op verzet en ging daarom lange tijd niet door; vele opeenvolgende presidenten gaven hier geen toestemming voor. Uiteindelijk gaf president Duterte hier wel goedkeuring aan, waarna hij op 18 november 2019 - echter zonder publieke bekendmaking hiervan - in besloten kring maar wel met alle militaire eer op de erebegraafplaats is begraven.

## Speurtocht naar weggesluisd geld
Na de vlucht van Marcos werd door de regering Aquino de Philippine Presidential Commission on Good Government (PCGG) ingesteld met de doelstelling zo veel mogelijk van de illegaal verkregen banktegoeden en andere bezittingen van de Marcossen op te sporen en terug te vorderen ten behoeve van het Filipijnse volk. De eerste voorzitter van de commissie, Jovito Salonga, schatte in dat het alles bij elkaar mogelijk om $10 miljard zou gaan. Het terughalen van dit bedrag zou echter een moeilijke opdracht blijken. Marcos had gebruikgemaakt van een groot netwerk van vertrouwelingen en bedrijven, waardoor direct bewijs moeilijk te verkrijgen was. De Zwitserse overheid werkte in eerste instantie goed mee door de verdachte banktegoeden te bevriezen ten behoeve van het onderzoek. Na verloop van tijd stelde de Zwitsers zich echter op het standpunt dat strafrechtelijk bewezen zou moeten worden dat Marcos het geld op illegale wijze verkregen zou hebben. Dit was echter een probleem, omdat Marcos volgens de nieuwe grondwet slechts in de Filipijnen zou kunnen worden berecht. President Corazon Aquino weigerde echter de voormalige dictator terug te laten keren naar het land.
Eind 1988 kwam er een nieuwe mogelijkheid op een veroordeling van Marcos in een strafzaak, toen Imelda en Ferdinand Marcos en enkele van hun partners in de Verenigde Staten werden aangeklaagd. In de aanklacht werden de Marcossen ervan beschuldigd met hulp van diverse partners en vertrouwelingen meer dan 200 miljoen US$ uit de Filipijnse schatkist te hebben weggesluisd en geïnvesteerd in juwelen, kunst en vier gebouwen en appartementen in New York. Ferdinand Marcos kon niet meer worden gehoord in deze zaak. Hij was in die tijd al te ziek om naar New York te reizen en zou in 1989 overlijden. Imelda werd wel gehoord. Zij ontkende de aantijgingen en hield vol onschuldig te zijn. Op 2 juli 1990 volgde de uitspraak in deze veelbesproken rechtszaak. De jury achtte niet bewezen dat Imelda Marcos betrokken was geweest bij de illegale activiteiten.
Begin 1991 boekte de Filipijnse regering op een andere manier wel succes toen het servies van de Marcossen op een veiling het recordbedrag van 4,9 miljoen US$ opbracht. Een dag later werden de kunstwerken van de Marcossen voor een bedrag van 15,4 miljoen US$ verkocht. Het topstuk daarbij was een schilderij van Rafael, Sint Catharina van Alexandrië dat voor 1,65 miljoen US$ werd gekocht door de Italiaanse overheid.
Sinds die tijd zijn er ook in de Filipijnen tientallen rechtszaken gevoerd tegen Imelda Marcos. De Filipijnse regering slaagde er echter nooit in om voldoende bewijs boven tafel te krijgen voor een veroordeling. In 2007, ruim 30 jaar na het instellen van de PCGG, was zo'n $1,2 miljard van de naar schatting $10 miljard achterhaald. Dit is inclusief de ruim $686 miljoen die in 2003 werd vrijgegeven na een uitspraak van het Zwitsers hooggerechtshof. Hoewel er nog diverse rechtszaken tegen Imelda openstaan, is het niet waarschijnlijk dat de doelstelling van de commissie om al het geld terug te halen gerealiseerd gaat worden. In maart 2008 werd Imelda nog vrijgesproken door een rechtbank in Manilla in 32 zaken waarbij sprake zou zijn geweest van illegale geldtransacties van de Filipijnen naar Zwitserse bankrekeningen door de Marcossen tussen 1968 en 1976.
Emilio Aguinaldo · Manuel Quezon · José Laurel · Sergio Osmeña · Manuel Roxas · Elpidio Quirino · Ramon Magsaysay · Carlos Garcia · Diosdado Macapagal ·
 Ferdinand Marcos · Corazon Aquino · Fidel Ramos · Joseph Estrada · Gloria Macapagal-Arroyo · Benigno Aquino III · Rodrigo Duterte · Ferdinand Marcos jr.
- Bibsys: 90543380
- Biblioteca Nacional de Chile: 000443479
- Biblioteca Nacional de España: XX1354835
- Bibliothèque nationale de France: cb11989685j (data)
- Catàleg d'autoritats de noms i títols de Catalunya: 981058614787106706
- CiNii: DA02457470
- Gemeinsame Normdatei: 118944096
- International Standard Name Identifier: 0000 0001 1479 3089
- Library of Congress Control Number: n80069013
- National Archives and Records Administration: 10581034
- Bibliotheek van het Japanse parlement: 00621063
- Nationale Bibliotheek van Tsjechië: uk2012678791
- Nationale bibliotheek van Australië: 36544484
- Nationale Bibliotheek van Israël: 987007264915605171
- Nationale Bibliotheek van Polen: a0000001185577
- Nederlandse Thesaurus van Auteursnamen: 070727082
- Réseau des bibliothèques de Suisse occidentale: 02-A003560540
- SNAC: w6280chg
- Système universitaire de documentation: 027967050
- Trove: 1283615
- Virtual International Authority File: 104723526
- WorldCat: E39PBJvt7yFgrBvMfGVKpmTbVC